# Minyichthys myersi
Minyichthys myersi är en fiskart som först beskrevs av Earl Stannard Herald och Randall 1972.  Minyichthys myersi ingår i släktet Minyichthys och familjen kantnålsfiskar. Inga underarter finns listade i Catalogue of Life.